# 반도핑
반도핑(Anti Doping)은 근육강화제나 흥분제 등을 이용해 비정상적으로 운동 능력을 높이는 도핑을 반대하는 운동을 가리킨다. 국제올림픽위원회는 1999년 2월에 스포츠 도핑에 관한 세계회의를 개최했고, 같은해 세계반도핑기구(WADA)를 설립했다. 세계반도핑기구 본부는 캐나다 몬트리올에 있다.

## 역사
선수들이 약물 복용으로 고통스럽게 죽어가는 사례가 늘어나자 이를 막기 위해 국제올림픽위원회 의무위원회가 출범했고, 금지 약물 목록이 만들어져 1968년 그레노블 동계올림픽 때부터 도핑검사가 실시됐다. 1999년 세계반도핑기구가 설립돼 그동안 국제올림픽위원회가 수행하던 도핑검사 업무를 넘겨받았다. 2003년 모든 국제경기연맹과 73개국 정부가 세계반도핑규약(WADA-Code)을 수용하고 도핑 추방을 선언했다. 2005년 유네스코 정기 총회에서 세계반도핑규약이 스포츠반도핑 국제협약으로 채택되어 2007년 2월부터 국제법으로서 구속력이 생겼다. 대한민국에서는 2006년에 설립된 한국도핑방지위원회(KADA)가 전체 도핑테스트를 총괄하며, 시료 분석은 1985년에 설립된 도핑콘트롤센터가 담당하고 있다.

## 금지 약물
2008년 현재 210종이 금지약물로 규정돼있다. 금지 약물은 상시 금지 약물, 경기 기간 중 금지 약물, 특정 스포츠 금지 약물로 구분된다. 동화작용제(근육 강화), 호르몬제(성장 촉진), 베타-2 촉진제(운동 능력 향상), 이뇨제(체중 감량 또는 도핑 은폐), 흥분제, 마약류, 카나비노이드(마리화나), 스테로이드(부신피질호르몬), 알코올, 베타 차단제(고혈압 치료) 등이 대표적이다. 감기약에도 금지 약물 성분인 에페드린이라는 흥분제가 있어 선수는 자신도 모르게 금지 약물 복용 판정을 받을 수 있다. 치료 목적으로 약물을 복용하는 선수는 대회 시작전에 미리 치료 목적을 위한 사용면책(TUE) 서류를 제출해야 한다.

## 교묘해지는 도핑
2006년 토리노 동계 올림픽에서는 이른바 혈액도핑이 큰 논란이 됐다. 혈액 도핑은 피를 뽑아뒀다가 경기 직전에 다시 주입하는 방식으로, 이렇게 하면 산소를 운반하는 헤모글로빈이 늘어나 운동 능력이 향상된다. 2006년 동계 올림픽에서는 오스트리아 스키 선수 6명이 이 방법을 사용한 사실이 적발되면서 큰 논란을 불러일으켰다. 앞으로는 유전자, 줄기세포, 신경화학물질 등 선수의 생체물질을 이용한 도핑이 늘어날 것으로 보인다. 유전자도핑(gene doping)은 운동 능력 향상을 유도하는 유전자를 체내에 주사해서 본래의 유전자와 교체하는 방법이다. 질환 치료 목적으로 개발된 기술이 도핑 기술로 둔갑한 셈이다. 암과 같은 난치병을 치료하기 위해 연구되고 있는 줄기세포 요법을 도핑에 이용할 경우 검사는 물론 적발이 쉽지 않을 것으로 보인다. 생체물질을 이용한 바이오도핑(bio-doping)이 등장할 것이라는 예상도 있다. 생체물질은 금지 약물과 달리 과학적으로 도핑 전후 차이를 구분하는 것이 거의 불가능하기 때문에 이를 분석하는 도핑검사 방법도 꾸준히 연구되고 있다.

## 날로 강화되는 도핑검사
도핑검사 규정은 날이 갈수록 까다로워지고 있다. 과거에는 도핑 양성 판정을 받은 선수는 해당 대회 참가만 제한되었지만, 앞으로는 차기 대회는 물론 관련 국제대회 참가도 어려워진다. 그전에는 경기 개막일부터 폐막일까지 도핑검사를 했지만, 2008년 베이징 올림픽에서는 선수촌이 문을 연 2008년 7월 27일부터 폐막일까지 도핑검사를 했다. 도핑검사 횟수도 크게 늘었다. 세계반도핑기구는 베이징올림픽 기간에 34개 반도핑센터에서 9백여 명의 검사관을 동원해 4500건의 도핑검사를 했다. 이는 2000년 시드니 올림픽 2800건, 2004년 아테네 올림픽 3500건에 비해 크게 늘어난 것이다.

## 적발 사례
- 2000년 시드니 올림픽 3관왕인 미국 여자 육상스타 매리언 존스는 미국 발코연구소의 약물을 복용한 사실이 뒤늦게 밝혀져 메달이 박탈됐고, 위증 혐의로 교도소에 수감되기도 했다. 존스는 도핑 검사에는 걸리지 않았지만 발코연구소 고객 명단이 검찰과 언론에 노출되는 바람에 도핑 사실이 드러났다.

- 2008년 7월 30일 러시아 여자 육상 800m 금메달 후보 옐레나 소볼레바 등 7명이 도핑테스트를 받기 전에 혈액을 바꿔치기 한 혐의가 드러나 베이징올림픽에 출전하지 못했다.

- 2008년 8월 12일 베이징 올림픽 사격 종목에서 은메달을 딴 북한의 김정수 선수의 몸에서 베타차단제인 프로프라놀롤이 검출돼 3일 만에 메달을 빼앗겼고, 올림픽에서 추방당했다. 이에 따라 공기권총 10미터에서 딴 동메달은 미국의 제이슨 터너에게 돌아갔으며, 50m 권총 은메달은 중국의 탄쭝량에게 그리고 동메달은 러시아의 블라디미르 이사코프가 승계했다.

## 같이 보기
- 도핑
- 세계반도핑기구
- 한국도핑방지위원회
- 국제올림픽위원회